# Respect (album de Altar)
Respect este al doilea album al formației românești de thrash metal Altar din Cluj-Napoca. A fost lansat în anul 1995 prin intermediul casei de discuri Roton și a fost desemnat „Albumul rock al anului” de către revista Heavy Metal Magazine.

## Piese
1. Stop the Silence
2. Change
3. Song I Hate
4. Manifest Yourself
5. Mum
6. F.U.C.K.
7. Don't Be Bad
8. Mr. President
9. Become Another Man
10. Story of My Life

Muzică și versuri: Altar

## Personal
- Andy Ghost – solist vocal
- Teo Peter Jr. – chitară bas, voce de fundal
- K. Nimrod – chitară, voce de fundal
- F.G. – chitară, voce de fundal
- Levi – tobe, voce de fundal